# Bradicardia sinusal
A bradicardia sinusal está presente quando a frequência cardíaca está abaixo de 60 batimentos por minuto e o ritmo cardíaco é comandado pelo nó sinusal - estrutura que normalmente comanda o ritmo do coração.

## Causas
- Defeito cardíaco hereditário
- Certas doenças ou medicamentos para o coração
- O processo de envelhecimento natural
- Tecido cicatrizado de um ataque cardíaco
- Síndrome do seio enfermo (ou disfunção do nódulo sinusal)
- O marca-passo natural do coração não está funcionando corretamente
- Bloqueio cardíaco
- O pulso elétrico que viaja das câmaras superiores às inferiores do coração é irregular ou está bloqueado

## Sintomas
Os sintomas da bradicardia incluem tontura, desmaios, cansaço extremo e falta de ar.

## Fatores de Risco
Seu risco de desenvolver um ritmo cardíaco anormalmente lento (bradicardia) será maior se você:
- Tiver certos tipos de doença cardíaca
- Estiver tomando certos remédios
- Tiver 65 ou mais anos de vida
- Tiver sido recentemente submetido a cirurgia cardíaca

## Diagnóstico
Somente seu médico poderá dizer se você tem bradicardia e o quanto o problema progrediu. Para excluir ou confirmar o diagnóstico de bradicardia, um ou vários destes testes diagnósticos deve ser pedido, dependendo do problema de ritmo cardíaco suspeitado:
- Eletrocardiograma (ECG)
- ECG em exercício ou teste de estresse
- Monitor Holter (ECG de 24 a 72 horas)
- Teste de inclinação ortostática
- Estudo de Eletrofisiologia (EP)

O seu médico também pode usar um dispositivo de monitoramento para melhor entender a causa de episódios de desmaio inexplicados. Esses dispositivos de monitoramento incluem:
- Registrador de eventos externo (External loop recorder)
- Registrador de eventos implantável

___________________________________________________________________________________________________________________________________________________